# 1960 في إيران
فيما يلي قوائم الأحداث التي وقعت خلال عام 1960 في إيران.

## سياسة

### انتهاء فترة المنصب
- 31 أغسطس – منوتشهر إقبال رئيس وزراء إيران.

## مواليد

### يناير
- 1 يناير – حسين سلامي
- 1 يناير – حسين سنابور كاتب إيراني.
- 1 يناير – ضياء عربشاهي لاعب كرة قدم إيراني.
- 1 يناير – عبد الرحيم الموسوي قائد عسكري إيراني.
- 7 يناير – محمد جواد ظريف سياسي إيراني.
- 31 يناير – أكبر غانجي صحفي إيراني.

### فبراير
- 22 فبراير – أحمد سنجري لاعب كرة قدم.

### مارس
- 9 مارس – مصطفى بور محمدي سياسي إيراني.

### أبريل
- 5 أبريل – علي طيب نيا
- 10 أبريل – جعفر دهقان ممثل إيراني.

### يونيو
- 6 يونيو – مهوش صبركن ممثلة إيرانية.

### يوليو
- 11 يوليو – جعفر بناهي مخرج أفلام إيراني.

### أغسطس
- 1 أغسطس – كامران وفا فيزيائي أمريكي.
- 25 أغسطس – أكبر عبدي ممثل إيراني.

### سبتمبر
- 12 سبتمبر – عبد الرضا رحماني فضلي سياسي إيراني.
- 21 سبتمبر – معصومة ابتكار

### أكتوبر
- 31 أكتوبر – رضا بهلوي الثاني سياسي إيراني.

### نوفمبر
- 16 نوفمبر – إسفنديار رحيم مشائي سياسي إيراني.
- 22 نوفمبر – رضا حسيني نسب

### ديسمبر
- 14 ديسمبر – إبراهيم رئيسي
- 20 ديسمبر – فالي نصر
- 31 ديسمبر – شاهرخ بياني لاعب كرة قدم إيراني.

## وفيات

### يناير
- 6 يناير – نيما يوشيج (مواليد 1895)

### فبراير
- 9 فبراير – أبو الحسن فروغي (مواليد 1884) أكاديمي وسياسي ومؤلف إيراني.

### يوليو
- 26 يوليو – محمد علي الأوردبادي (مواليد 1895)